# Francisco de Aldana
Francisco de Aldana (Napoli, 1537 – Alcazarquivir, 1578) è stato un diplomatico spagnolo.

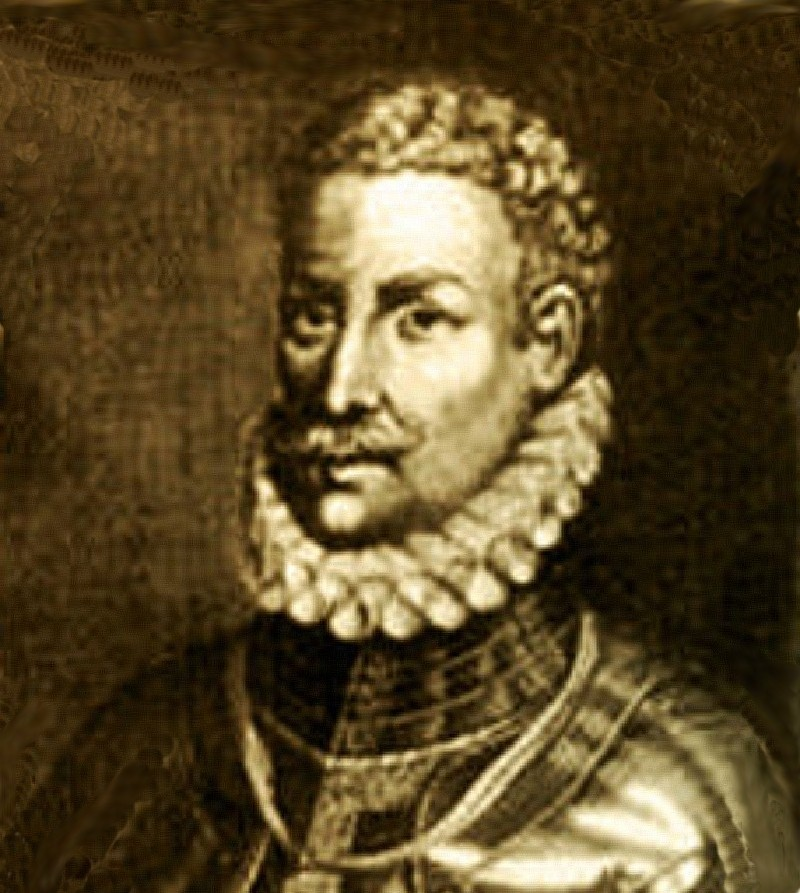

Nato probabilmente a Napoli, si formò nella Firenze medicea, e qui esordì come poeta insieme al fratello Cosme, con esperimenti petrarcheschi. Presto intraprese la carriera militare combattendo a San Quintino e successivamente nelle Fiandre. Reintrato in Spagna, divenne consigliere e amico di Filippo II. Passò quindi al servizio del giovane re del Portogallo, Sebastiano. Morì nella disastrosa battaglia di Alcazarquivir nel 1578.
Solo una parte della sua ampia produzione poetica si è potuta salvare, come testimonia il fratello Cosme, che ne pubblicò le opere in due parti (Milano, 1589; Madrid, 1591). La prima opera nota è la Favola di Antilla (105 ottave). Le prime composizioni in castigliano echeggiano invece le Egloghe di Garcilaso.
Opera molto nota di Francisco è la Favola di Fetonte composta sulla traccia delle Metamorfosi ovidiane, dove alla maniera del Petrarca, propone una fusione fra eroe e poeta.
Aldana recupera vari temi oraziani, in un'ansia di raccoglimento che lo spinge ad allontanarsi dalla vita di corte; nella lunga Epistola poetica ad Arias Montano, il poeta espone un bilancio negativo della sua esistenza, alludendo a gravi torti ricevuti e al disinganno che lo affligge; si propone quindi di mutare l'orientamento della propria vita per trovare conforto ritirandosi in un luogo remoto.